# 1-я линия Хорошёвского Серебряного Бора
Пе́рвая ли́ния Хорошёвского Сере́бряного Бо́ра — улица в Серебряном бору Москвы (район Хорошёво-Мнёвники), проходит от Таманской улицы, одна из 4-х линий Серебряного Бора. Нумерация домов начинается от канала.

## Происхождение названия
Названия даны в 1950 году по расположению в части Серебряного Бора, относившейся к селу Хорошёво.

## Описание
Линия начинается от берега Хорошёвского спрямления у пристани «Серебряный Бор-3», проходит на юго-запад, пересекает Центральный проезд Хорошёвского Серебряного Бора и выходит к Таманской улице. Дорога вдоль канала от причала на север соединяет 1-ю линию со 2-й.

## Учреждения и организации
- Дом 7 — гостиница «Роял-Зенит», корпус № 2; бизнес-центр «Зенит-Интер».